# هارب كروماتي مضمن
الهارب الكروماتي المضمن هو هارب يوضع به أوتار جميع النغمات اللونية الـ 12 للأوكتاف في صف واحد (بنفس الطريقة التي يتم بها وضع الأوتار على الهارب القياسي)، بدلاً من وضعها في مسارين متوازيين أو ثلاثة مسارات متوازية.
من عيوب الهارب الكروماتي المضمن أنه لا يمكن أداء جليساندي إلا بشكل كروماتي.